# Burila Mare
Burila Mare is een gemeente in Mehedinți. Burila Mare ligt in de regio Oltenië, in het zuidwesten van Roemenië.
Bâcleș · Bala (Mehedinți) · Bălăcița · Balta (Mehedinți) · Bâlvănești · Braniștea · Breznița-Motru · Breznița-Ocol · Broșteni · Burila Mare · Butoiești · Căzănești · Cireșu · Corcova · Corlățel · Cujmir · Dârvari · Devesel · Dubova · Dumbrava (Mehedinți) · Eșelnița · Florești · Gârla Mare · Godeanu · Gogoșu · Greci (Mehedinți) · Grozești · Gruia · Hinova · Husnicioara · Ilovăț · Ilovița · Isverna · Izvoru Bârzii · Jiana · Livezile (Mehedinți) · Malovăț · Obârșia de Câmp · Obârșia-Cloșani · Oprișor · Pădina Mare · Pătulele · Podeni · Ponoarele · Poroina Mare · Pristol · Prunișor · Punghina · Rogova · Salcia (Mehedinți) · Sisești · Șimian · Șovarna · Stângăceaua · Svinița · Tâmna · Vânători (Mehedinți) · Vânjuleț · Vlădaia · Voloiac · Vrata